# Islas Agnes
Islas Agnes är öar i Chile.   De ligger i regionen Región de Magallanes y de la Antártica Chilena, i den södra delen av landet, 2 300 km söder om huvudstaden Santiago de Chile. Arean är 0,11 kvadratkilometer.
Terrängen på Islas Agnes är mycket platt. Öns högsta punkt är 26 meter över havet.